# Скартынь (Кормянский район)
Скартынь (бел. Скартынь) — деревня в Лужковском сельсовете Кормянского района Гомельской области Беларуси.

## География

### Расположение
В 13 км на юг от Кормы, в 67 км от железнодорожной станции Рогачёв (на линии Могилёв — Жлобин), в 104 км от Гомеля.

### Гидрография
На востоке мелиоративный канал, соединённый с рекой Сож.

## Транспортная сеть
Транспортные связи по просёлочной, затем автомобильной дороге Корма — Чечерск. Планировка состоит из почти прямолинейной улицы, ориентированной с юго-запада на северо-восток. Застройка двусторонняя, деревянная усадебного типа.

## История
Согласно письменным источникам известна с XIX века как деревня в Кормянской волости Рогачёвского уезда Могилёвской губернии. В 1880-е годы начал действовать хлебозапасный магазин. Согласно переписи 1897 года действовали хлебозапасный магазин, ветряная мельница. В 1909 году в Расохской волости Рогачёвского уезда Могилёвской губернии. В 1929 году жители вступили в колхоз, работала ветряная мельница. Согласно переписи 1959 года в составе колхоза «Большевик» (центр — деревня Лужок).

## Население

### Численность
- 2004 год — 13 хозяйств, 20 жителей.

### Динамика
- 1881 год — 34 двора, 150 жителей.
- 1897 год — 41 двор, 242 жителя (согласно переписи).
- 1909 год — 47 дворов, 353 жителя.
- 1959 год — 275 жителей (согласно переписи).
- 2004 год — 13 хозяйств, 20 жителей.